# Български извор
Бъ̀лгарски извòр е село в Северна България, община Тетевен, област Ловеч.

## География
Село Български извор се намира на около 36 km запад-югозападно от областния център град Ловеч, 13 km северно от общинския център град Тетевен и 50 km юг-югозападно от град Плевен. Разположено е в северните склонове на Васильовска планина, в малко долинно разширение на река Калник, по южния долинен склон на реката, която на около 4 km северозападно от селото се влива като десен приток в река Вит. Северно от селото е изтегленият в направление запад – изток нископланински рид Гагайка. Надморската височина в центъра на селото е около 265 m. Климатът е умерено-континентален, почвите в землището са преобладаващо лесивирани и планосоли.
През Български извор минава първокласният републикански път I-4, който води на запад след връзка с автомагистрала Хемус и през село Брестница към град Ябланица, а на изток – след пътен възел с презбалканския второкласен републикански път II-35 (Плевен – Троян – Кърнаре) към град Севлиево.
Землището на село Български извор граничи със землищата на: селата Брестница и Пещерна на северозапад; селата Торос и Славщица на север; село Малка Желязна на изток; село Галата на юг; село Градежница на югозапад.
Етническият състав на населението на село Български извор по численост и дял на етническите групи според преброяването през 2011 г. е:
| Етнически групи     | Численост | Дял (в %) |
| Общо                | 1229      | 100       |
| Българи             | 1094      | 89,02     |
| Турци               | 6         | 0,49      |
| Цигани              | 116       | 9,44      |
| Други               | 0         | 0         |
| Не се самоопределят | ...       | ...       |
| Не отговорили       | 9         | 0.73      |

Към 15 юни 2025 г. в село Български извор има регистрирани: 1280 души по постоянен адрес; 1265 души по настоящ адрес; 1148 души по постоянен и настоящ адрес в същото населено място.
Числеността на населението на село Български извор по данните от преброяванията от 1934 г. насам се променя както следва:
| \| Година на преброяване \| Численост \| \| --------------------- \| --------- \| \| 1934 \| 1490 \| \| 1946 \| 1589 \| \| 1956 \| 1496 \| \| 1965 \| 1607 \| \| 1975 \| 1581 \| \| 1985 \| 1423 \| \| 1992 \| 1391 \| \| 2001 \| 1327 \| \| 2011 \| 1229 \| \| 2021 \| 1185 \| |           |
| Година на преброяване | Численост |
| 1934 | 1490      |
| 1946 | 1589      |
| 1956 | 1496      |
| 1965 | 1607      |
| 1975 | 1581      |
| 1985 | 1423      |
| 1992 | 1391      |
| 2001 | 1327      |
| 2011 | 1229      |
| 2021 | 1185      |

## История
На около 4 km северозападно от селото, в местността Припора, има останки от късноантична крепост. Най-ранното споменаване на селото в османотурски регистър е от 1430 г. под името Извор (името идва от карстовия извор в околностите му). Името и славянската топонимия в цялата околност показват, че селището е съществувало през Средновековието. Жителите му са насилствено ислямизирани; през втората половина на XIX век се заселват българи от Тетевен, село Гложене, Троян, Сопот и от Софийско. Те превръщат селото в голямо занаятчийско и търговско средище на пътя Ловеч – Орхание (Ботевград) с много ханове, работилници и други. Преди ислямизацията населението е изповядвало павликянство.
По време на Руско-турската война (1877 – 1878 г.) селото е опожарено. След Руско-турската война, по Берлинския договор 1878 г. селото с име Турски извор – дотогава в Османската империя, попада в Княжество България. Село Турски извор е преименувано на Български извор през 1934 г.
Училище в селото има от 1890 г. – помещаващо се в частна къща начално училище с едно отделение и първи учител Дако Манев. Няколко години по-късно жителите на селото построяват училищна сграда с две класни стаи. През 1913 г. се открива прогимназия, в която се обучават и ученици от съседните села. През 1936 г. училището се преструктурира в основно със седем класа: четири начални и три прогимназиални. Нова сграда на училището е построена през 1936 г.; през 1960 г. е направено допълнително крило с четири класни стаи. Към началото на 1980-те години училището е осмокласно, а броят на учениците е от порядъка на 140 – 150; След 1990 г. тенденцията е към намаляване броя на учениците.
По непотвърдена информация, килиен учител в селото след 1878 г. е българският възрожденец Иван (Йото) Лазаревич Кифалов, родом от Тетевен.
Читалище в селото е основано през 1897 г. с име „Натанаил Охридски“ – на името на тогавашния пловдивски митрополит. Читалището развива усилена театрална дейност. Всяка седмица има литературно-музикални забави, сказки и други. Открита е читалня, която се помещава в частна къща. Всички театрални постановки и забави се осъществяват в училището. В периода на войните дейността на читалището замира. Читалището е възстановено от група младежи през декември 1924 г., през февруари 1925 г. е приет нов устав и името на читалището е променено на „Христо Ботев“. Читалищна сграда е построява през периода 1933 – 1935 г.
Потребителна кооперация е създадена в селото през 1927 г. под името „Турско изворска популярна банка“. Наред с основната си дейност кредитирането, банката открива магазин за стоки от първа необходимост, започва да изкупува и различни селскостопански произведения. Популярната банка с годините финансово укрепва; за свои членове приема не само жителите на селото, но и на съседните села: Малка Желязна и Славщица. През 1934 г. името на селото е променено на Български извор, самата банка е преструктурирана и преименувана във Всестранна кооперация „Извор“ – село Български извор. Тя разширява дейността си – открива още два магазина за търговия с колониални стоки и тъкани, а също така и дърводелски, шивашки, овощарски, млекарски отдели, така че цялата дейност в селото е обхваната от кооперацията. През февруари 1972 г. кооперацията се влива в състава на Районна потребителна кооперация (РПК) – Тетевен и преустановява самостоятелната си дейност.

## Религии
Около 40% от населението изповядва източноправославна религия, а останалите 60% се определят като помаци. Към 1893 г. в селото са живели 576 помаци, а според данни от 1881 г. броят им достига 1038.
През 2015 г. е обновен православният храм в селото, посветен на Светите братя Кирил и Методий. Освещаването на обновения храм е извършено от Ловчански митрополит Гавриил. Средствата за ремонта са предоставени от Европейския съюз.
В селото има разрушена османска джамия от 1850 г.

## Обществени институции
Село Български извор към 2025 г. е център на кметство Български извор.
В село Български извор към 2025 г. има:
- действащо читалище „Христо Ботев-1897 г.“ (с действащи самодейни колективи, библиотека от 17800 тома книги и библиотека по програма „Глобални библиотеки“.);[20][21]
- действащо общинско основно училище „Васил Левски“;[22]
- православна църква „Св. св. Кирил и Методий“;[23]
- Обединено детско заведение (детска градина с ясли) Български Извор;[24]
- пощенска станция.[25]

В селото има полицейско управление и здравна служба.

## Редовни събития
На 12 и 13 юли се провежда съборът на селото.

## Други
В селото работят дървопререботвателни цехове и месокомбинат (Добревски-1). Има много кафенета, магазини и дискотека („Ерос“). Местният футболен отбор се нарича „Балкан“.Тестени и местни изделия Масарлиеви.  

## Личности

### Родени в Български извор
- Дачо Йотов, български революционер от ВМОРО, четник на Стефан Димитров[26]

### Починали в Български извор
- Йото Милкоев, български опълченец
- Мирчо Мирянов, български опълченец

### Свързани с Български извор
- Асен Попаврамов, български революционер, деец на ВМРО (Иван Михайлов), изселен в с. Български извор от комунистическия режим[27]